# 秋田県道31号横手停車場線
秋田県道31号横手停車場線（あきたけんどう31ごう よこてていしゃじょうせん）は、秋田県横手市内を通る県道（主要地方道）である。

## 概要
横手市駅前町のJR東日本横手駅前から北に進み、同市平城町で五差路を左（西）へ折れ、直後にJR東日本 奥羽本線と踏切で平面交差後、同市横手町の上真山交差点で国道13号横手バイパス・秋田県道29号横手大森大内線に接続する路線である。

### 路線データ
- 総延長 : 1.091 km[2]
- 実延長 : 1.091 km[2]
- 起点 : 秋田県横手市駅前町897番（横手駅前交差点）[3]
- 終点 : 秋田県横手市横手町字梅ノ木後428番1（国道13号交点、上真山交差点）[3]
- 未供用区間 : なし[2]

## 歴史
- 1954年（昭和29年）12月2日 - 秋田県道に認定される[3]。
- 1993年（平成5年）5月11日 - 建設省から、県道横手停車場線が横手停車場線として主要地方道に指定される[4]。

## 路線状況

### 冬期閉鎖区間
- なし[5]

### 交通不能区間
- なし[6]

## 地理

### 交差する道路
| 施設名       | 接続路線名                                       | 備考              | 所在地                 |
| ------------ | ------------------------------------------------ | ----------------- | ---------------------- |
| 横手駅前     |                                                  | 起点              | 横手市駅前町           |
| 上真山交差点 | 国道13号 横手バイパス 秋田県道29号横手大森大内線 | 終点 県道29号起点 | 横手市横手町字梅ノ木後 |

### 沿線の施設など
- 秋田日産自動車 横手営業所
- 横手警察署 横手駅前交番
- よこてイースト
  - 横手市交流センター「Y2（わいわい）ぷらざ」
- 横手バスターミナル
- 横手市生涯学習館「Ao-na（あおーな）」
- JR東日本 横手駅
- 横手ステーションホテル
- 横手プラザホテル
- 横手駅前温泉ゆうゆうプラザ
- 横手駅前郵便局